# Catherine Barclay-Reitz
Catherine Barclay-Reitz (* 12. Juni 1973 in Sydney) ist eine ehemalige  australische Tennisspielerin.
Barclay-Reitz, deren Eltern Inhaber einer Tennisanlage waren, begann im Alter von acht Jahren mit dem Tennisspielen. Sie gewann in ihrer Karriere drei ITF-Titel im Einzel und 30 im Doppel. In der Saison 2002 gewann sie zudem zwei Doppeltitel auf der WTA Tour.
1999 wurde sie in das australische Fed-Cup-Team berufen; ihre drei Doppelpartien konnte sie allesamt gewinnen. 2004 bestritt sie ihre letzten Partien auf der Profitour.
Seit 2003 ist sie mit dem deutschen Hockeyspieler Christopher Reitz verheiratet.

## Turniersiege

### Doppel
| Nr. | Datum          | Turnier          | Kategorie    | Belag | Partnerin      | Finalgegnerinnen                | Ergebnis      |
| 1.  | 21. April 2002 | Budapest         | WTA Tier V   | Sand  | Émilie Loit    | Jelena Bowina Zsófia Gubacsi    | 4:6, 6:3, 6:3 |
| 2.  | 22. Juni 2002  | ’s-Hertogenbosch | WTA Tier III | Rasen | Martina Müller | Bianka Lamade Magdalena Maleeva | 6:4, 7:5      |

## Abschneiden bei Grand-Slam-Turnieren

### Einzel
| Turnier         | 1991 | 1992 | 1993 | 1994 | 1995 | 1996 | 1997 | 1998 | 1999 | 2000 | Karriere |
| --------------- | ---- | ---- | ---- | ---- | ---- | ---- | ---- | ---- | ---- | ---- | -------- |
| Australian Open | 1    | —    | —    | —    | —    | —    | —    | 1    | 1    | Q1   | 1        |
| French Open     | —    | —    | —    | —    | —    | —    | —    | —    | —    | —    | —        |
| Wimbledon       | —    | —    | —    | —    | —    | —    | —    | —    | —    | —    | —        |
| US Open         | —    | —    | —    | —    | —    | —    | —    | —    | —    | —    | —        |

Zeichenerklärung: S = Turniersieg; F, HF, VF, AF = Einzug ins Finale / Halbfinale / Viertelfinale / Achtelfinale; 1, 2, 3 = Ausscheiden in der 1. / 2. / 3. Hauptrunde; Q1, Q2, Q3 = Ausscheiden in der 1. / 2. / 3. Runde der Qualifikation; n. a. = nicht ausgetragen

### Doppel
| Turnier         | 1991 | 1992 | 1993 | 1994 | 1995 | 1996 | 1997 | 1998 | 1999 | 2000 | 2001 | 2002 | 2003 | 2004 | Karriere |
| --------------- | ---- | ---- | ---- | ---- | ---- | ---- | ---- | ---- | ---- | ---- | ---- | ---- | ---- | ---- | -------- |
| Australian Open | 1    | —    | 1    | 2    | 1    | AF   | 1    | 1    | 1    | 1    | —    | 2    | 1    | 1    | AF       |
| French Open     | —    | —    | AF   | 2    | 2    | 1    | 1    | AF   | 2    | 2    | —    | 1    | 2    | —    | AF       |
| Wimbledon       | —    | —    | 1    | 2    | 1    | 1    | AF   | VF   | 1    | 1    | —    | 2    | 1    | —    | VF       |
| US Open         | —    | —    | —    | 1    | —    | 2    | 1    | 2    | 1    | 1    | —    | 1    | —    | —    | 2        |

### Mixed
| Turnier         | 1993 | 1994 | 1995 | 1996 | 1997 | 1998 | 1999 | 2000 | 2001 | 2002 | 2003 | Karriere |
| --------------- | ---- | ---- | ---- | ---- | ---- | ---- | ---- | ---- | ---- | ---- | ---- | -------- |
| Australian Open | —    | —    | —    | —    | —    | AF   | 1    | AF   | —    | —    | 1    | AF       |
| French Open     | —    | 2    | 1    | AF   | —    | 2    | AF   | AF   | —    | —    | —    | AF       |
| Wimbledon       | 1    | 1    | VF   | 1    | 1    | 1    | 1    | 2    | —    | 2    | 1    | VF       |
| US Open         | —    | —    | —    | —    | —    | —    | —    | —    | —    | 1    | —    | 1        |